# SRS (radio)
SRS (een afkorting van Stichting Radio-omroep Suriname) is een Surinaams radiostation. Het station is een staatszender maar betrekt zijn middelen voornamelijk uit advertentieopbrengsten.

## Geschiedenis
De SRS werd op initiatief van de Surinaamse overheid op 14 augustus 1965 in dienst gesteld. Het radiostation betrok een pand aan de Jacques van Eerstraat in Paramaribo en begon zijn uitzendingen met een zender van 10 kW. De eerste directeur was Willy Cromwell, die zijn sporen had verdiend bij de AVROS, het eerste Surinaamse radiostation, dat enkele jaren daarvoor door de overheid uit de lucht was gehaald.
Op 6 oktober 1966 werd een nieuwe krachtige zender van 50 kW in bedrijf gesteld, waarmee een groot deel van het Caribisch gebied kon worden bereikt. Deze zender, de enige die heel Suriname kon bedienen, ging echter in de woelige jaren tachtig door brandstichting verloren. Op 14 augustus 2008 werd een 1000W-zender in gebruik genomen, die reeds het jaar daarop, bij het 44-jarig bestaan van de SRS, vervangen werd door een zender van 2500 W. De SRS zendt tegenwoordig net als de meeste andere radiostations in Suriname via FM en het internet uit. Na investeringen in 2011 is de reikwijdte vergroot naar delen van het achterland en de districten.